# Кюгельген, Герхард фон
Франц Ге́рхард фон Кю́гельген (нем. Franz Gerhard von Kügelgen; 6 февраля 1772, Бахарах — 27 марта 1820, Дрезден) — немецкий живописец академического направления конца XVIII — начала XIX века, известный своими портретными работами и произведениями на исторические сюжеты. Был профессором в Академии изобразительных искусств в Дрездене, а также членом как Прусской, так и Императорской Академии художеств в Санкт-Петербурге. Член большой семьи немецких художников, происходит из дворянского рода Кюгельген. Его брат-близнец, Карл фон Кюгельген, также был рисовальщиком и живописцем.

## Биография

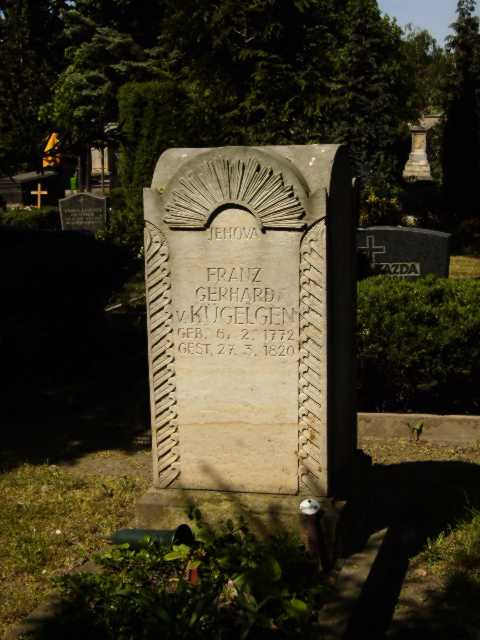
Могила Герхарда фон Кюгельгена на Старом католическом кладбище в Дрездене

Родоначальник художественной семьи Франц Антон Кюгельген (1727—1788) служил советником Кёльнской судебной палаты. Он имел двух сыновей-близнецов: Герхарда и Карла.

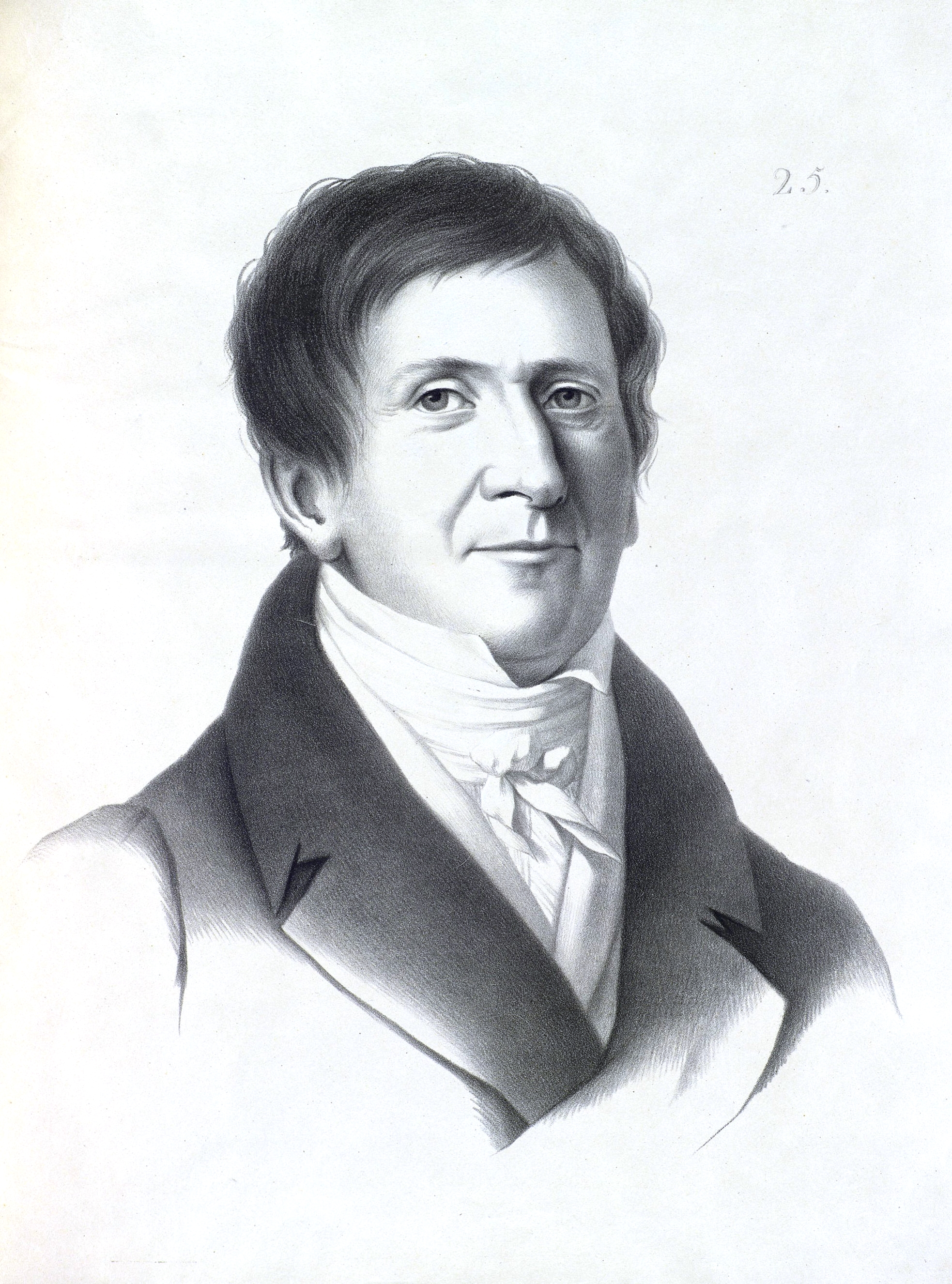
Герхард фон Кюгельген. 1822. Литография

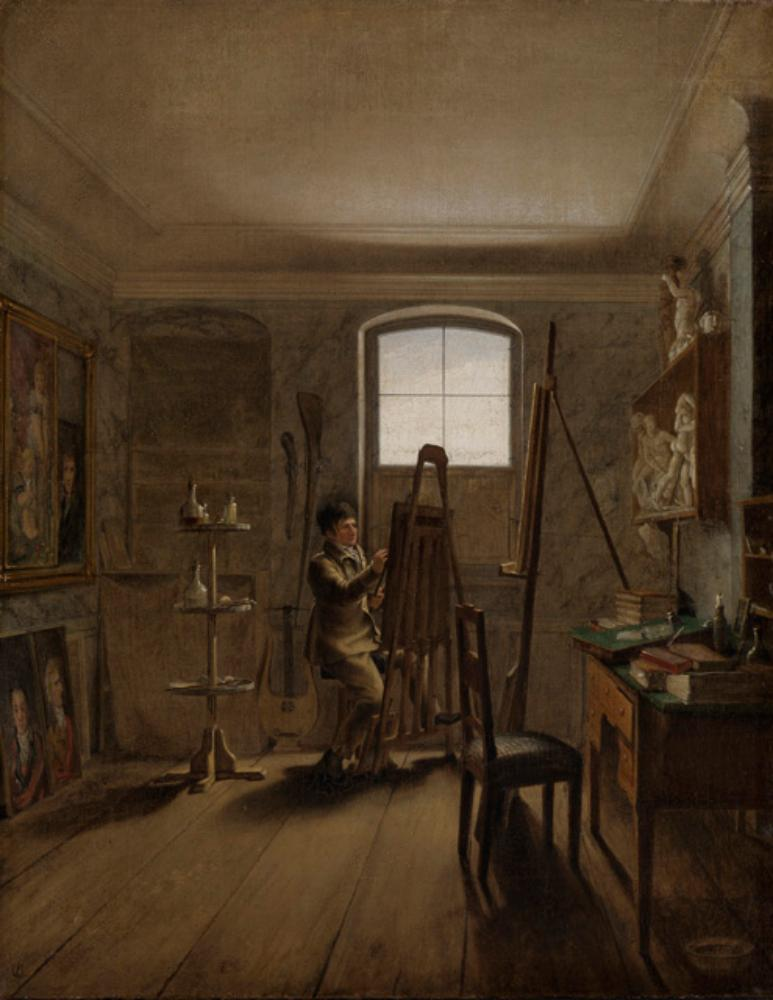
Г. Ф. Керстинг. Мастерская Герхарда фон Кюгельгена. 1811. Холст, масло. Кунстхалле, Карлсруэ

Братья родились 6 февраля в Бахарахе, немецком городе, находящемся на берегу Рейна (земля Рейнланд-Пфальц). Окончив школу в Бонне, в 1790 году Герхард вместе с братом Карлом отправился изучать живопись у пейзажиста Штюца во Франкфурте-на-Майне, а затем у Януариуса Цика в Кобленце, потом в Вюрцбурге.
В 1791 году он вернулся в Бонн, где выполнил портреты курфюрста и архиепископа Кёльна Максимилиана Франца Австрийского, архиепископа Фердинанда Августа фон Шпигеля, графа Фердинанда Эрнста фон Вальдштейна и других высоких особ.
Затем Герхард, совместно с братом, на стипендию кёльнского курфюрста-архиепископа Максимилиана Франца Австрийского, совершил образовательную поездку по странам Европы: их конечной целью был Рим. Сначала в 1795 году они поехали в Ригу через Мюнхен. В Риге Герхарда и Карла приветствовало балтийско-немецкое дворянство Ливонии, в частности, Герхард получил многочисленные заказы. Два с половиной года его деятельности в Риге были для него наиболее продуктивными: этим периодом датируются пятьдесят четыре портрета и две аллегорических картины.
В 1798 году братья прибыли в Санкт-Петербург, вошли в милость императора Павла I и получили титул придворных живописцев.
После пребывания в Ревеле, Риме, Санкт-Петербурге и Париже Герхард фон Кюгельген в 1805 году поселился в Дрездене. Его городской дом — Кюгельгенхаус (Kügelgenhaus) называли «Божьим благословением» (Gottessegen), он стал местом встреч художников и деятелей раннего романтического движения художников Дрездена. Теперь в этом доме находится Музей дрезденского романтизма (Museum der Dresdner Romantik). Кюгельген был учителем и другом художника Каспара Давида Фридриха .
Он продолжал писать заказные портреты, а также портреты политических и общественных деятелей, учёных и людей искусства. Среди них портреты Каспара Давида Фридриха, Иоганна Вольфганга фон Гёте, Иоганна Готфрида Гердера, Августа фон Коцебу, Фридриха Шиллера, Иоганна Готфрида Зойме, Людвига Уланда, Захарии Вернера, Кристофа Мартина Виланда, Карла Симона Моргенштерна и многих других. Однако, для него, глубоко религиозного художника, главной оставалась религиозная живопись.
Жизнь Герхарда фон Кюгельгена завершилась трагически. В 1820 году он был застрелен грабителем, солдатом-дезертиром, когда возвращался по дороге из своей студии в Лошвице, в Дрездене. Похоронен на Старом католическом кладбище в Дрездене.

## Семья
В 1800 году Кюгельген женился на одной из своих учениц Элен Мари Зоге фон Мантейфель из Эйгстфера в Ливонии, с которой он познакомился в 1798 году в Ревеле. У супругов было трое детей. Старший сын, Вильгельм, родился в Санкт-Петербурге в 1802 году, и, также, когда вырос, стал художником-портретистом и мастером исторических картин. С 1805 года жил в Дрездене, учился в Дрезденской Академии художеств, но более известен мемуарами «Детские воспоминания старого человека» (Jugenderinnerungen eines alten Mannes). Старшая сестра Мария, родившаяся в Петербурге в 1801 году, умерла незадолго до рождения Вильгельма. За ними последовали Герхард (1806—1884) и Адельхайд (1808—1874).

## Память
Астероид 11313 Kügelgen, открытый 3 апреля 1994 года, был назван в честь Герхарда фон Кюгельгена.

## Галерея

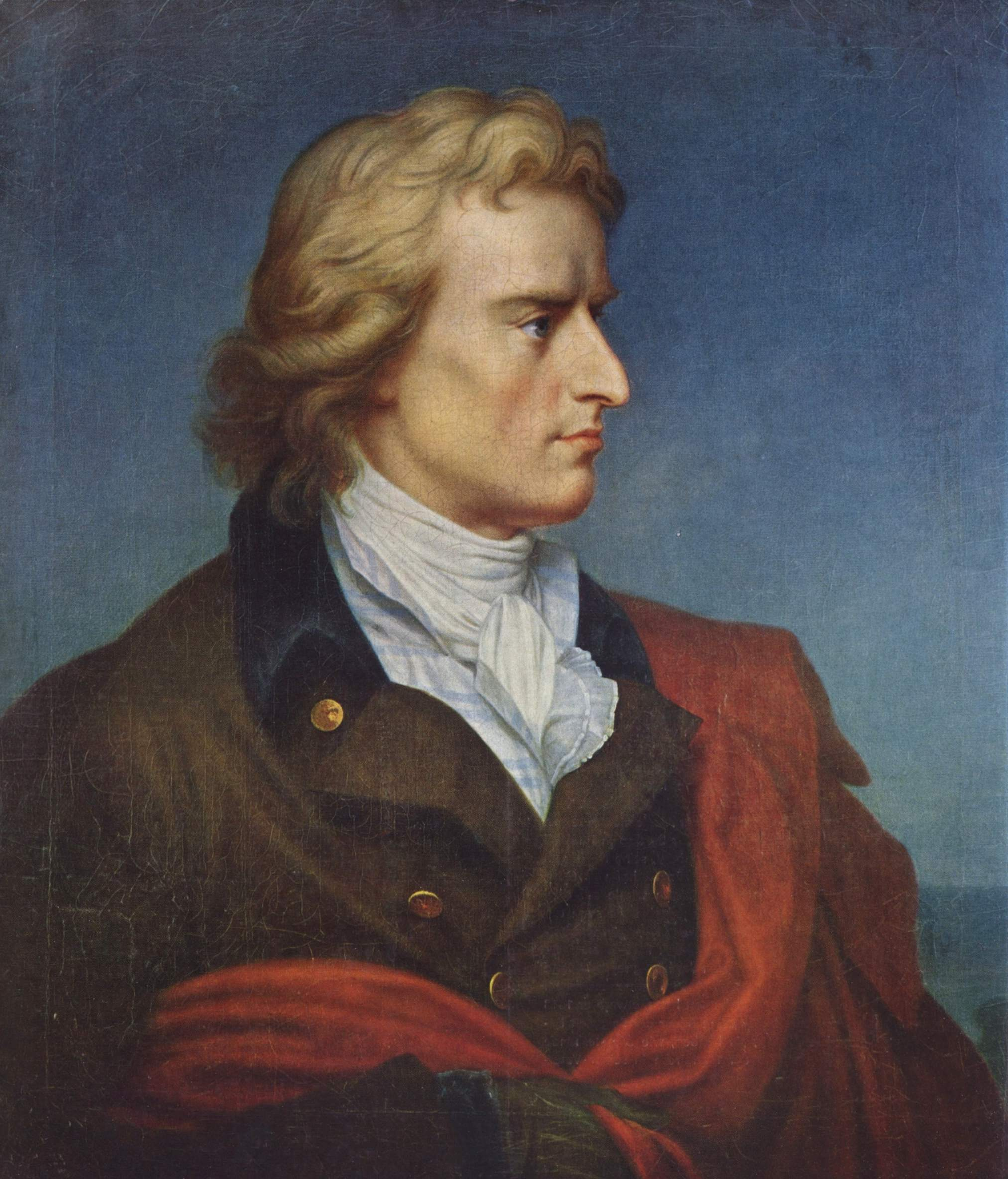
Фридрих Шиллер. Между 1808 и 1809. Холст, масло. Дом Гёте, Франкфурт-на-Майне
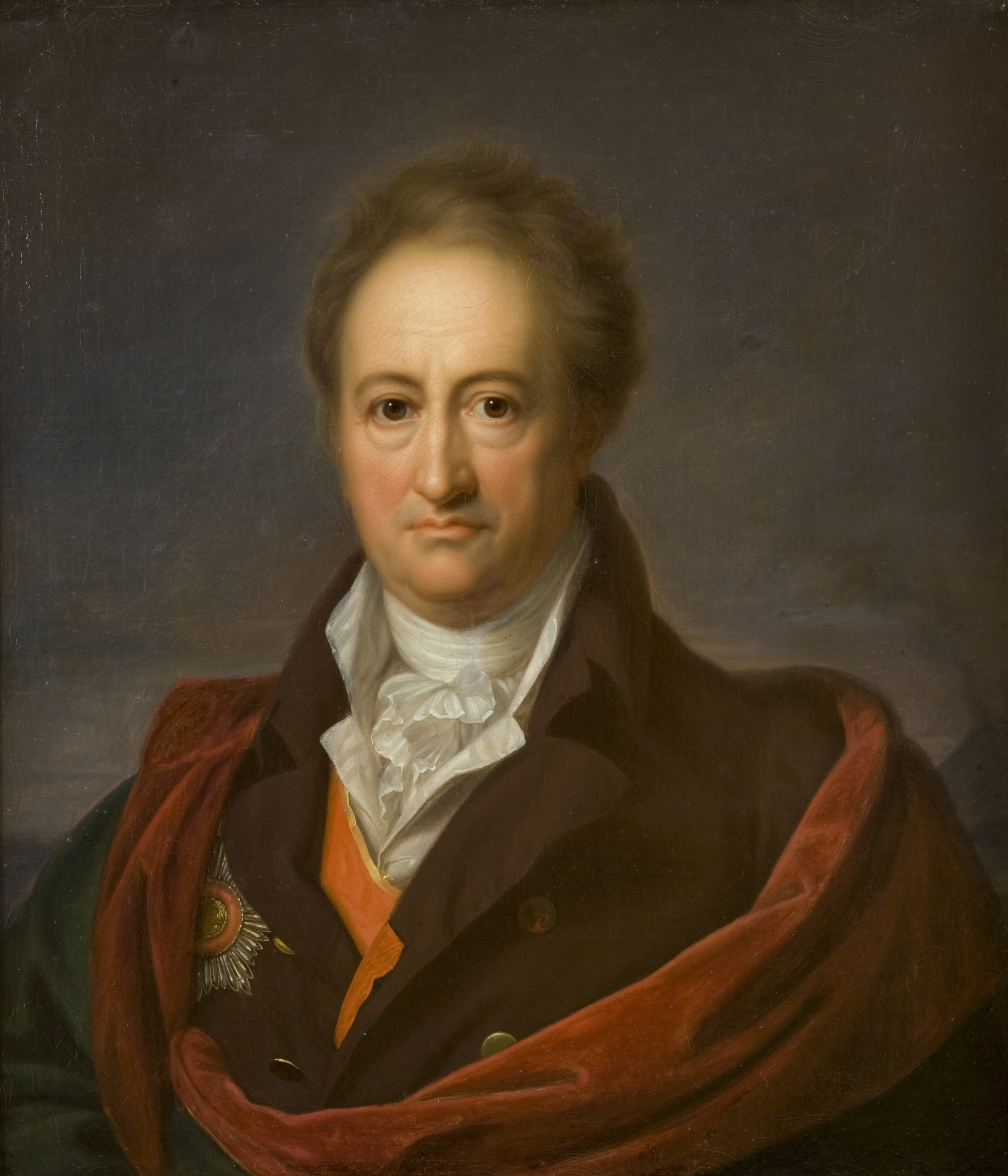
Иоганн Вольфганг фон Гёте. Между 1808 и 1809. Холст, масло. Библиотека Тартуского университета, Тарту
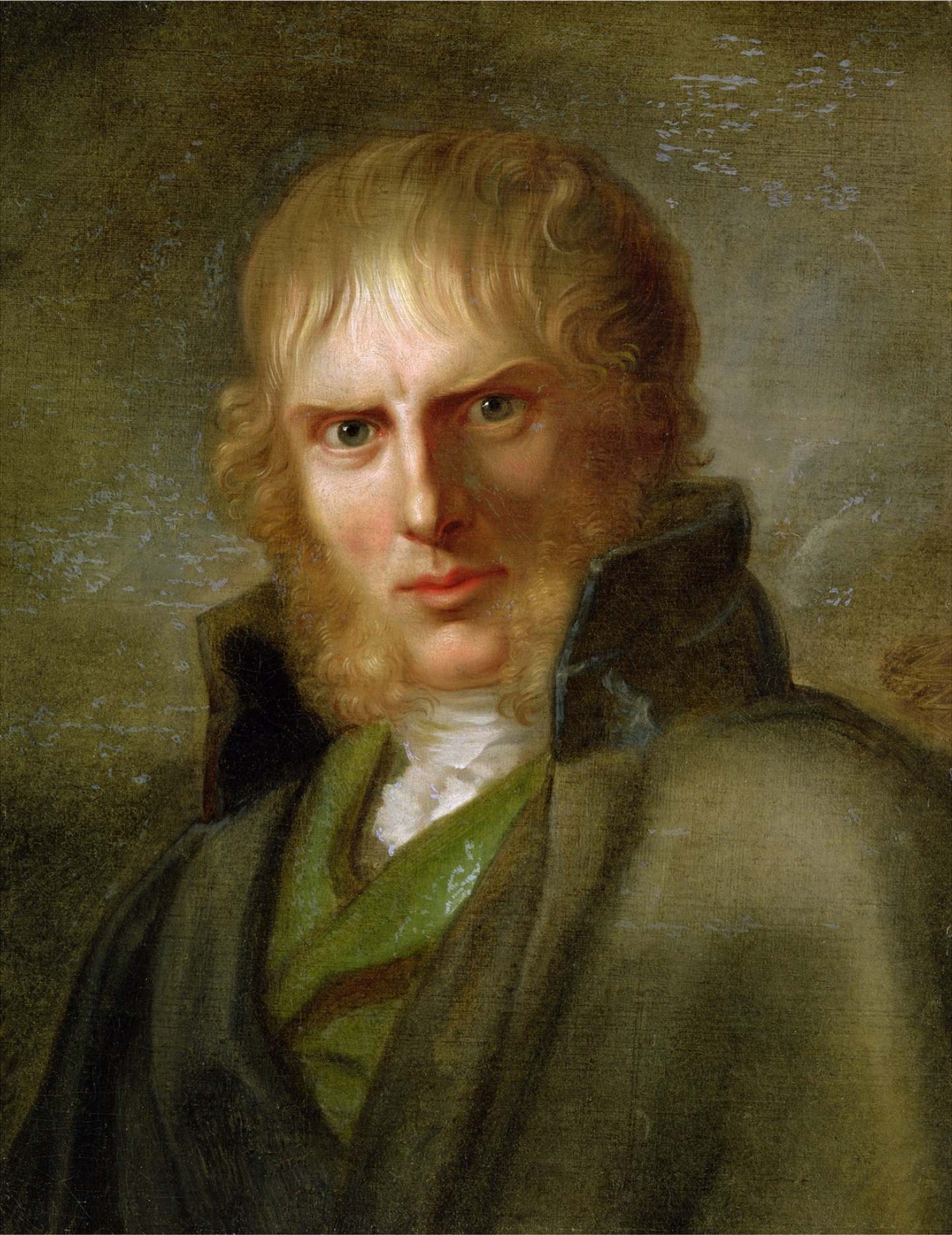
Портрет Каспара Давида Фридриха. 1808. Холст, масло. Кунстхалле, Гамбург
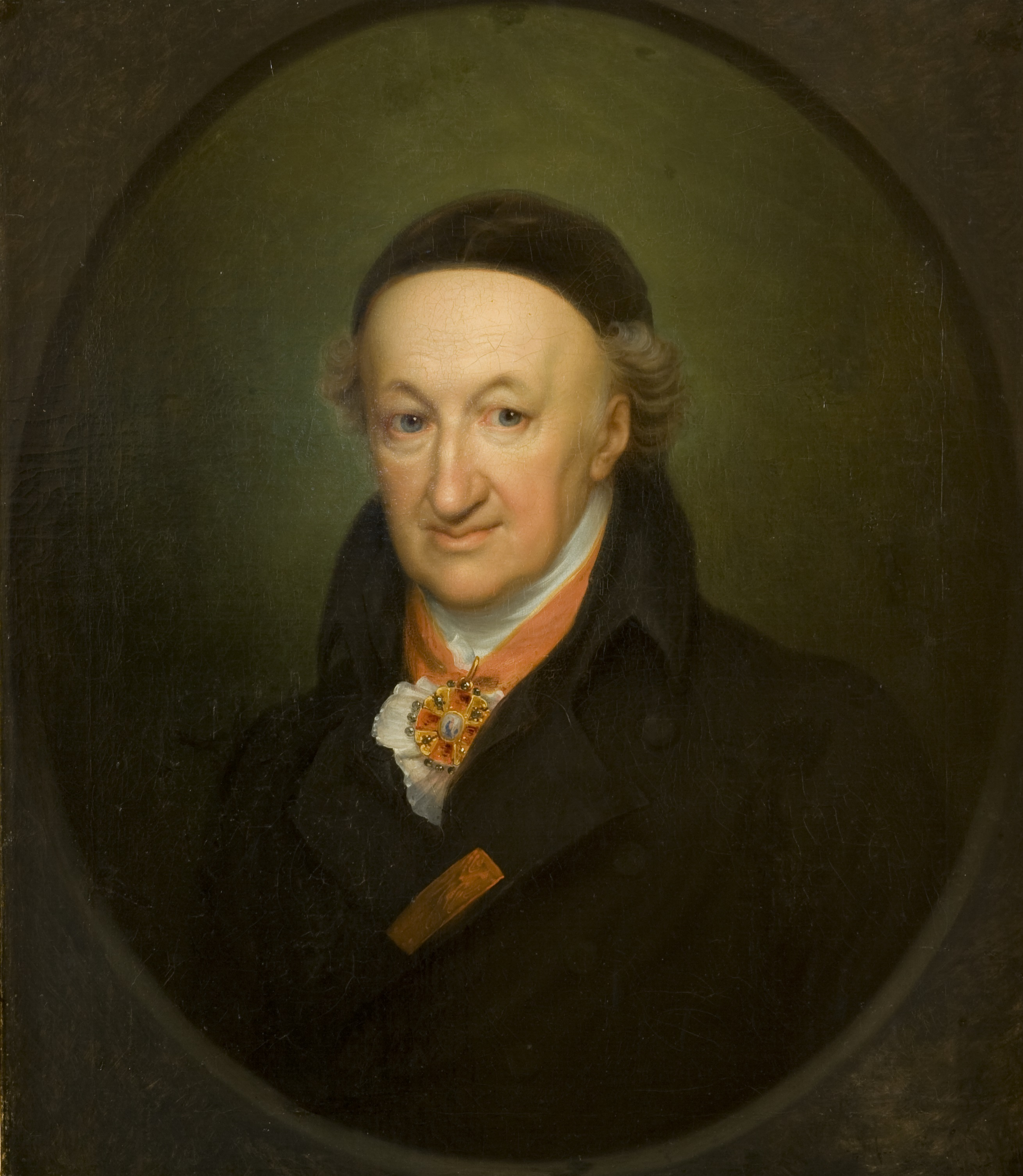
Кристоф Мартин Виланд. 1808. Холст, масло. Библиотека Тартуского университета, Тарту
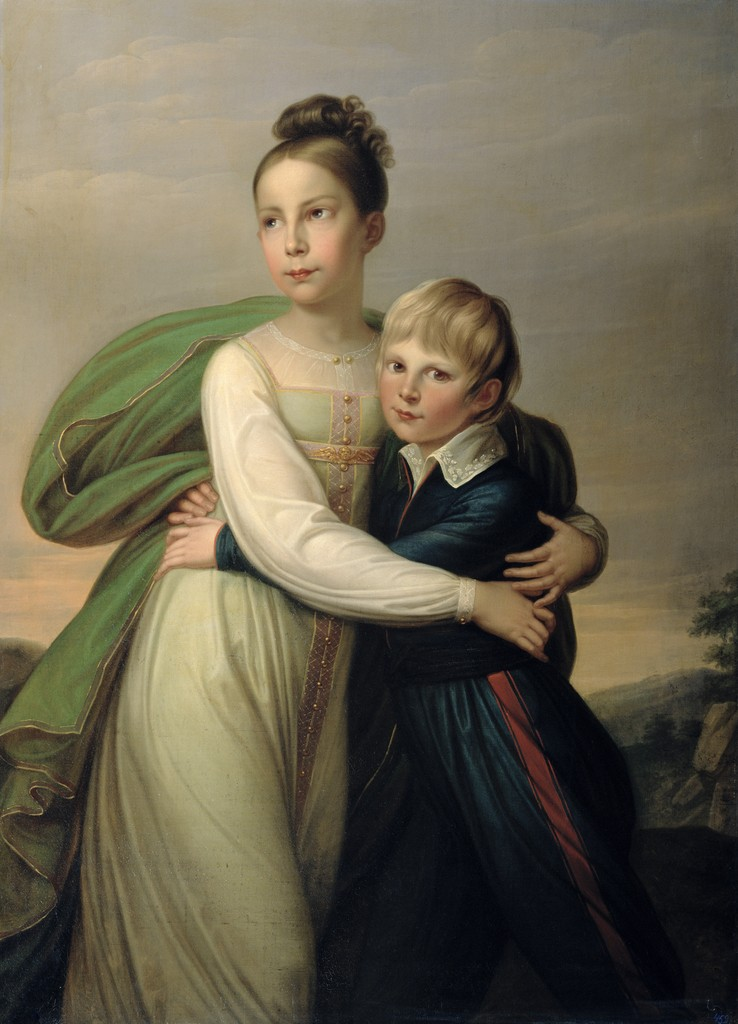
Принцесса Луиза и её брат, принц Альбрехт Прусский. Ок. 1817. Холст, масло. Государственный музей-заповедник «Гатчина»
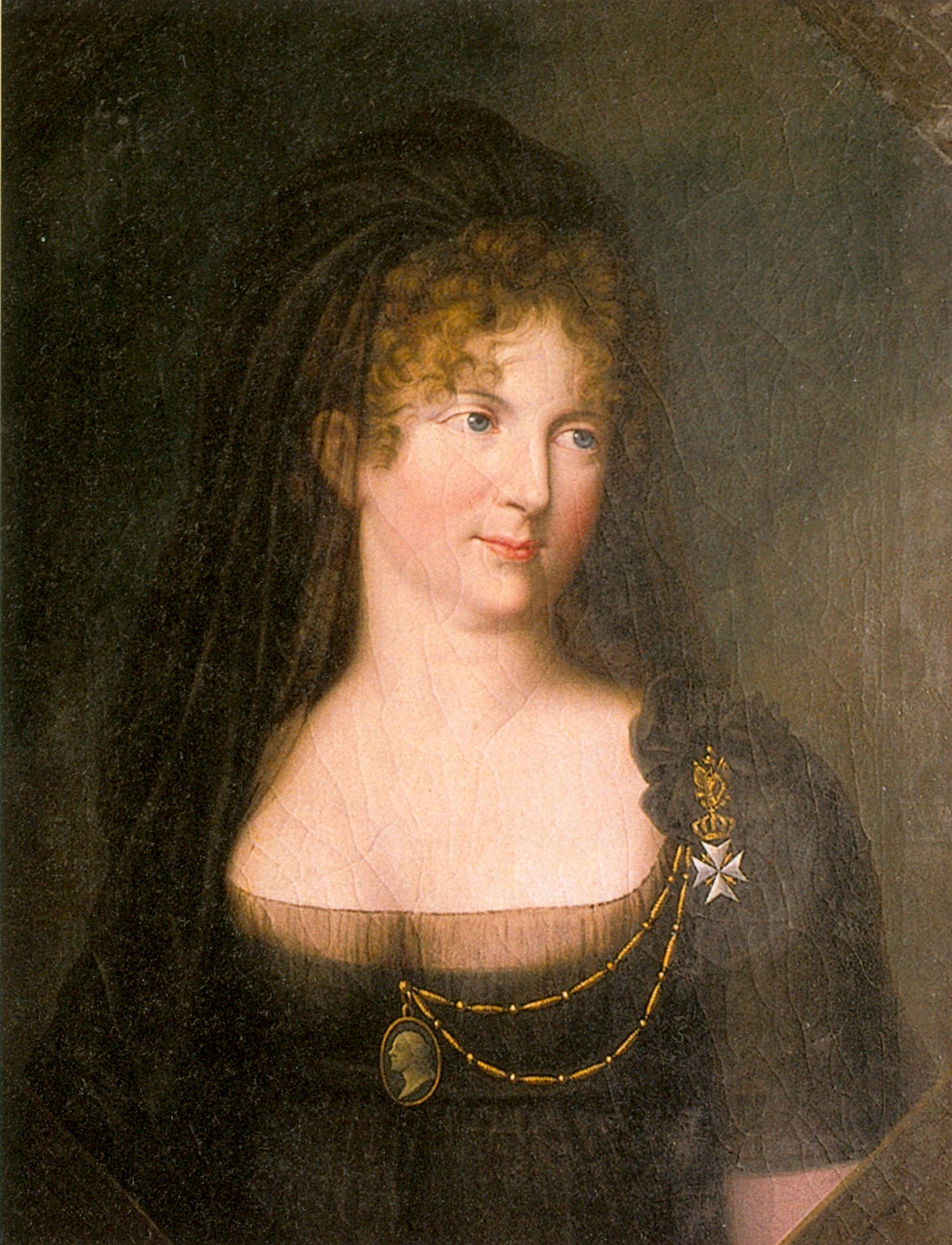
Портрет императрицы Марии Федоровны в трауре. 1801. Государственный Русский музей, Санкт-Петербург
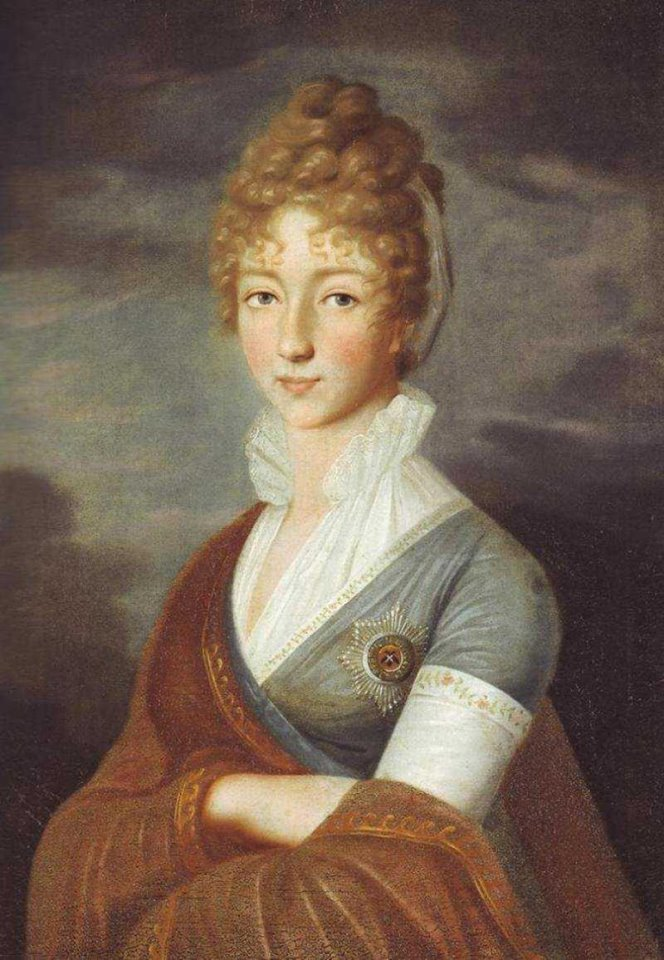
Императрица Елизавета Алексеевна. 1800-е. Холст, масло. 	Государственный музей истории Санкт-Петербурга